# Aleksander Kamiński (malarz)

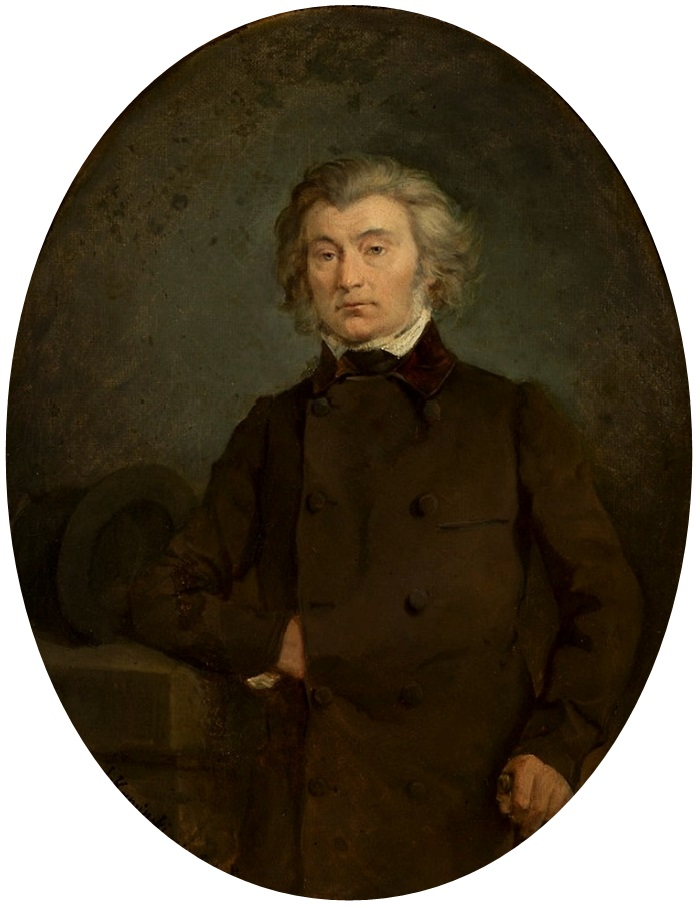
Portret Adama Mickiewicza z 1850 r.

Aleksander Kamiński (ur. 3 stycznia 1823 w Warszawie, zm. 26 lutego 1886 we Włocławku) – polski malarz i pedagog.

## Życiorys
Był synem ziemian Walentego i Tekli z Depansów. Pochodził z rodziny szlacheckiej.
Studia rozpoczął w Szkole Sztuk Pięknych w Warszawie u Aleksandra Kokulara, kontynuował studia w latach 1843–1847 w petersburskiej Akademii Sztuk Pięknych i w latach 1848–1858 w Rzymie. 
Po powrocie do Warszawy został powołany w roku 1858 na stanowisko profesora Szkoły Sztuk Pięknych, potem Klasy Rysunkowej. 
Podczas pobytu w Paryżu w roku 1850 wykonał kilka portretów Adama Mickiewicza. 
Do jego uczniów zaliczali się m.in. Józef Pankiewicz i  Władysław Podkowiński. 
15 lipca 1867 roku w Parafii św. Jana Chrzciciela we Włocławku poślubił Ludwikę Wejchert (ur. 1839), z Włocławka, córkę szlachcica Walentego i Elżbiety z Puchalskich. Para miała dwójkę dzieci: Ludwika Aleksandra (ur. 1867) i Jadwigę Helenę (ur. 1868).